# Giani Kiriță
Giani Stelian Kiriță (né le 3 avril 1977 à Bucarest) est un footballeur roumain. Il joue actuellement pour le FCM Târgu Mureș en première division roumaine. 

## Palmarès
- Dinamo Bucarest
  - Champion de Roumanie : 2000, 2002.
  - Vainqueur de la Coupe de Roumanie : 2000, 2001, 2003.

- Bursaspor
  - Champion de Turquie : 2010.